# Lestoidea conjuncta
Lestoidea conjuncta là loài chuồn chuồn trong họ Lestoideidae. Loài này được Tillyard mô tả khoa học đầu tiên năm 1913.